# 野口誠之
野口 誠之（のぐち せいし、1946年 - ）は、日本の物理学者。専門は素粒子物理学。第10代奈良女子大学学長。

## 人物・経歴
新潟県佐渡島出身。新潟県立両津高等学校を経て、1970年東北大学理学部物理学科卒業。1975年東北大学大学院理学研究科修了、理学博士。同年奈良女子大学理学部物理学科助手。1984年奈良女子大学理学部物理学科助教授。1989年高エネルギー物理学研究所物理部助教授併任。1993年奈良女子大学理学部物理学科教授。2000年奈良女子大学評議員。2003年奈良女子大学理学部長。2007年奈良女子大学大学院人間文化研究科長。2009年奈良女子大学学長。高エネルギー加速器研究機構経営協議会委員なども務めた。2022年、瑞宝中綬章受章。